# Jicchak Berman

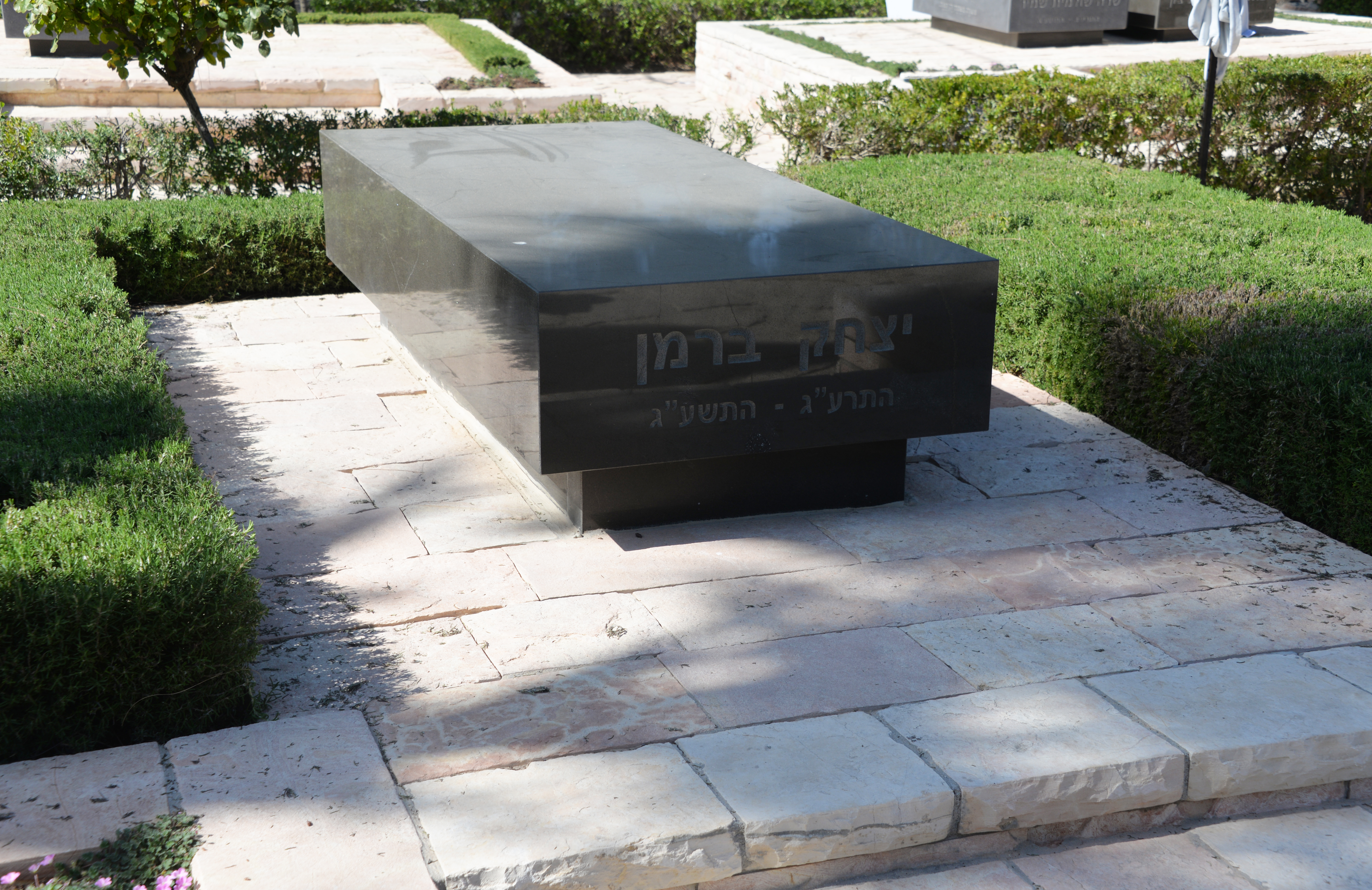
Grób Jichaka Bermana na Wzgórzu Herzla

Jicchak Berman (hebr. יצחק ברמן, ang. Yitzhak Berman, ur. 21 maja?/3 czerwca 1913 w Berdyczowie, zm. 4 sierpnia 2013) – izraelski prawnik i polityk, w latach 1980–1981 przewodniczący Knesetu, w latach 1981–1982 minister energii i infrastruktury, w latach 1977–1984 poseł do Knesetu.

## Życiorys
Urodził się 3 czerwca 1913 w Berdyczowie, w ówczesnym Imperium Rosyjskim (obecnie Ukraina). W 1920, wraz z rodziną, wyemigrował do Brytyjskiego Mandatu Palestyny.
Ukończył seminarium nauczycielskie w Jerozolimie oraz prawo na uczelni w Londynie.
W 1939 dołączył do Irgunu, służył w służbach wywiadowczych tej organizacji paramilitarnej. W latach 1941–1945 służył w armii brytyjskiej, również w wywiadzie. Był oficerem łącznikowym pomiędzy Irgunem a British Army. Podczas wojny o niepodległość Izraela służył w CaHaLu, w 1950 został zdemobilizowany w stopniu majora.
W latach 1950–1954 był doradcą prawnym, a następnie dyrektorem generalnym fabryki samochodów Kaiser-Frazer w Hajfie. Następnie pracował jako prawnik.
W polityce związał się z Ogólnymi Syjonistami (przystąpił do partii w 1951), a po zjednoczeniu z Partią Progresywną i powstaniu Partii Liberalnej został w 1964 przewodniczącym jej telawiwskiego oddziału, od 1974 był zaś przewodniczącym sekretariatu krajowego. W międzyczasie, w 1973 z inicjatywy Menachema Begina i Ariela Szarona Herut wraz z liberałami, Wolnym Centrum, Listą Państwową oraz Ruchem na rzecz Wielkiego Izraela stworzyły koalicję wyborczą Likud. Z listy tego ugrupowania Berman został wybrany posłem w wyborach w 1977, po których prawica po raz pierwszy w historii Izraela objęła rządy. W dziewiątym Knesecie przewodniczył komisji budownictwa i zasiadał w komisjach finansów oraz konstytucyjnej, prawa i sprawiedliwości.
12 marca 1980 został powołany na stanowisko przewodniczącego parlamentu, po tym jak jego poprzednik Icchak Szamir został ministrem spraw zagranicznych. Przewodniczył obradom parlamentu do końca kadencji – 20 lipca 1981. Wcześniej, w czerwcowych wyborach uzyskał reelekcję. W powołanym 5 sierpnia nowym rządzie Menachema Begina został ministrem energii i infrastruktury. Pozostał na stanowisku do 30 września 1982, kiedy to zrezygnował ze stanowiska w związku ze śledztwem Komisji Kahana dotyczącym masakry w Sabrze i Szatili. W 1984 utracił miejsce w parlamencie.
W kolejnych latach był jednym z założycieli i liderów dwóch marginalnych ugrupowań politycznych, które nie odniosły sukcesów wyborczych – w 1986 Partii Centrowo-Liberalnej, zaś rok później Partii Centrum.
Zmarł 4 sierpnia 2013, dwa miesiące po swoich setnych urodzinach.